# 登山における最高到達高度の記録
本項目では登山における最高到達高度の記録について述べる。
ここでは2つの記録を扱う。到達高度の記録は、人類が到達した最も高い地点の標高を指し、そこが山頂かどうかは問わない。一方で、登頂高度の記録は、登頂された最も高い山の標高を指す。
どちらの高度記録も1953年にエベレストが初登頂されるまで更新され続けた。

## 19世紀以前
870年頃に文人の都良香が書いた『富士山記』に、富士山頂上についての最古の記録があり、良香本人が登頂、または実際に登頂した者に取材したものとみられている。それ以前の663年に役小角が富士山に登頂したという伝説がある。
905年にアブー・ドラフ・カズラジがイランのダマーヴァンド山（5,610メートル）に登頂した。ただしこれ以前にも登頂されていた可能性がある。
ダマーヴァンド山より低いが、1289年にメキシコのポポカテペトル山（5,426メートル）に現地の部族が登頂したと記録されている。230年後の1519年にエルナン・コルテスの部下、ディエゴ・デ・オルダスら3人がヨーロッパ人として初めてポポカテペトル山に登頂した。これはかつて登頂高度記録と考えられていた。ヨーロッパ人がさらに高い山に登頂するのは300年以上経ってからである。

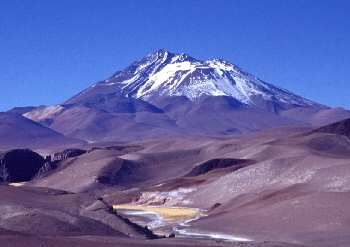
ユーヤイヤコはヨーロッパ人が世界最高峰を探査する前にインカ人によって登られた

ヨーロッパ人のヒマラヤ探検は19世紀中頃から本格的に始まった。その時代にヒマラヤを登ったのは大三角測量の測量技師だった。1850年代から1860年代に、彼らは測量のために、6,100メートル（20,000フィート）以上の山を数十峰登り、6,400メートル（21,000フィート）以上の山を数峰登った。そのときに人類が到達していなかった最高点まで登ったと主張されることもある。
それらの主張の多くは今では間違いと分かっている。それ以前に、インカの人々が宗教上の理由からアンデスの高峰に登っていたのである。
アンデスにある標高6,739メートルの山、ユーヤイヤコの山頂からは、3体の子供のミイラが発見された。1500年頃に生贄として捧げられたとみられる。
アンデス最高峰のアコンカグア（6,962メートル）でも約6,900メートルの頂上稜線でグアナコの骨が見つかっており、インカ人がそこまで登っていたことが示唆されている。先コロンブス時代にアンデスの最高峰が登頂されていた可能性は排除できない。
その一方でヒマラヤでは、ヤクが6,100メートル（21,000フィート）の高さまで登っていることが報告されており、夏には雪線が6,500メートルの高さまで達することがある。おそらく現地の人々は獲物を探しにそのくらいの高度まで達することもあっただろうし、通商ルートを探すためにより高く登ることもあっただろう。しかし、彼らはそこで生活していた訳ではなく、ヨーロッパ人が到達する前にヒマラヤの頂に登ろうと試みた証拠はない。
初期の最高到達高度の記録には、現地の地理に関する知識の不足と、不完全な測量のせいで不明瞭なところがある。初めに主張されていた標高の多くは、後の調査で改定されている。1862年にカラシーという名前のインド人測量助手が標高7,000メートルを越えるシラに登頂したと記録されていたが、後の調査で6,111メートルに改定された。3年後に大三角測量のウィリアム・ジョンソンが中国に不法入国し、崑崙山脈の7,280メートルの山に登頂したと主張したが、後に6,710メートルと分かった。

## 7,000メートルを越える

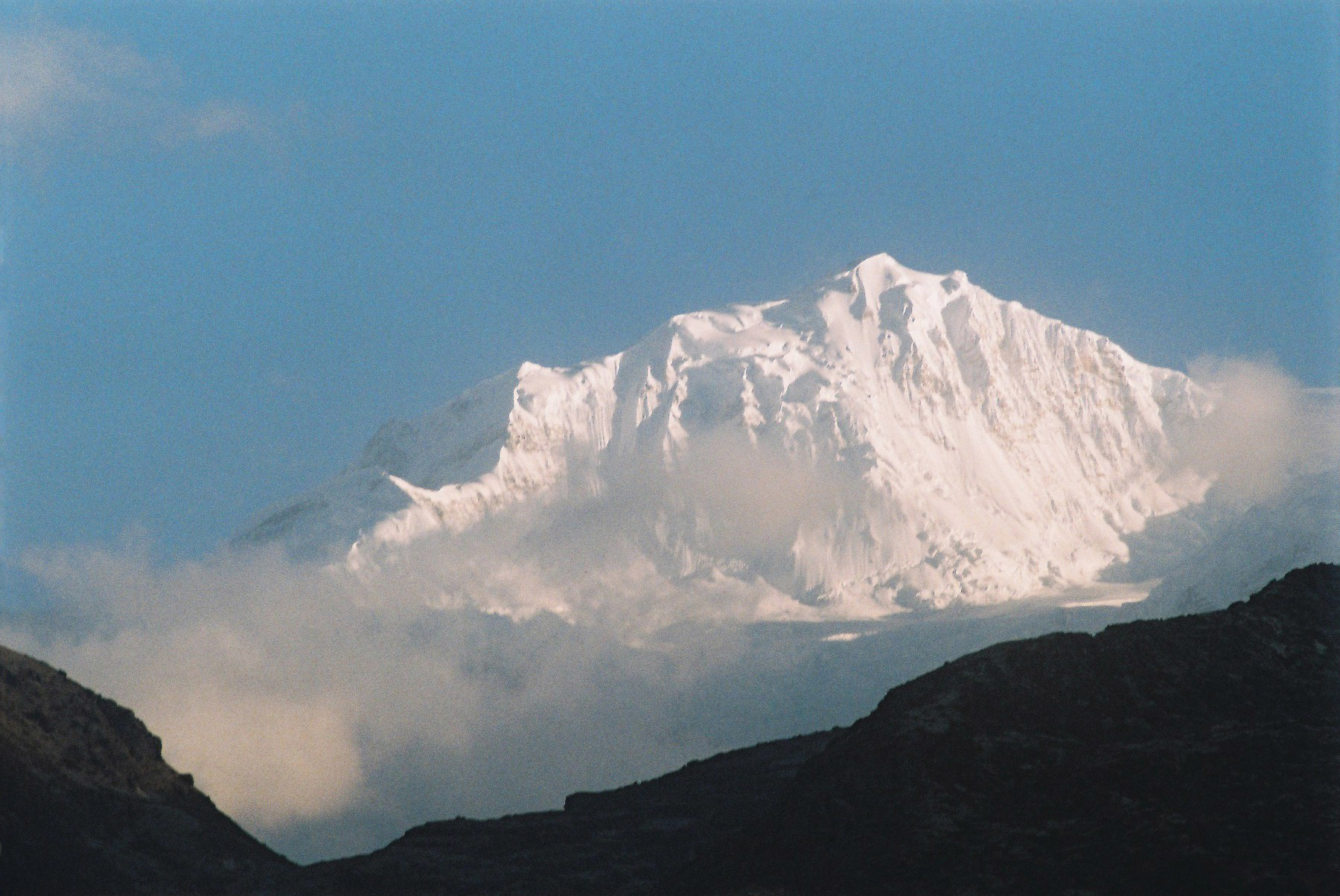
グラハム、ボス、カウフマンは1883年にカブルー北峰の10メートル下まで登った。もしそれが正しいならば26年間破られない高度記録を打ち立てたことになる。

測量技師ではなく純粋な登山家として初めてヒマラヤに登ったのは、イギリスの弁護士ウィリアム・グラハムとスイスのホテル経営者エミール・ボス、スイスの山岳ガイドのウルリヒ・カウフマンである。彼らは1883年にヒマラヤの様々な地域を登った。数ある中でも特に挙げられるのは、ガルワール・ヒマラヤのドゥナギリの標高6,900メートル地点に到達、チャンガバン（6,864メートル）登頂、カンチェンジュンガの南にあるカブルー北峰（7,338メートル）の山頂10メートル下まで到達、などである。しかしその登頂の多くは疑われている。彼らが嘘をついたというわけではなく、地図の不明瞭さによって、実際にどの山に登ったのかが不明確になり、科学的な計測よりも希望的観測によって標高を推定していた、とされる。チャンガバンの記述は実際の山と矛盾しており、すぐに疑われて1955年までに真面目に受け取られることはなくなった。
しかしカブルー北峰についてはすぐに却下されることはなかった。特に矛盾点はなく、1994年のアンスワースの記事や2009年のブレイザーの記事ではグラハムの登頂を疑うところはないとしている。もし彼らが実際にカブルーに登っていたとすると、その後26年間破られなかった高度記録を打ち立てたことになる。
9年後の1892年に、別の到達高度記録がマーティン・コンウェイによって主張された。マティアス・ツルブリッゲンとチャールズ・グランヴィル・ブルースと共に、コンウェイはバルトロ・カンリを登り、「パイオニア・ピーク」と名付けた衛星峰に登頂した。気圧計は22,600フィート（6,900メートル）を示しており、コンウェイは7,000メートル 以上（23,000フィート）に四捨五入して切り上げた。しかしこのピークはその後の測量によると6,499メートルにすぎなかった。
1897年にツルブリッゲンはガイドとしてアコンカグア（6,962メートル）の初登頂に成功した。顧客が途中で登れなくなったので頂上では単独だった。グラハムたちの登山を除くと、当時の最高地点に到達したことになる。

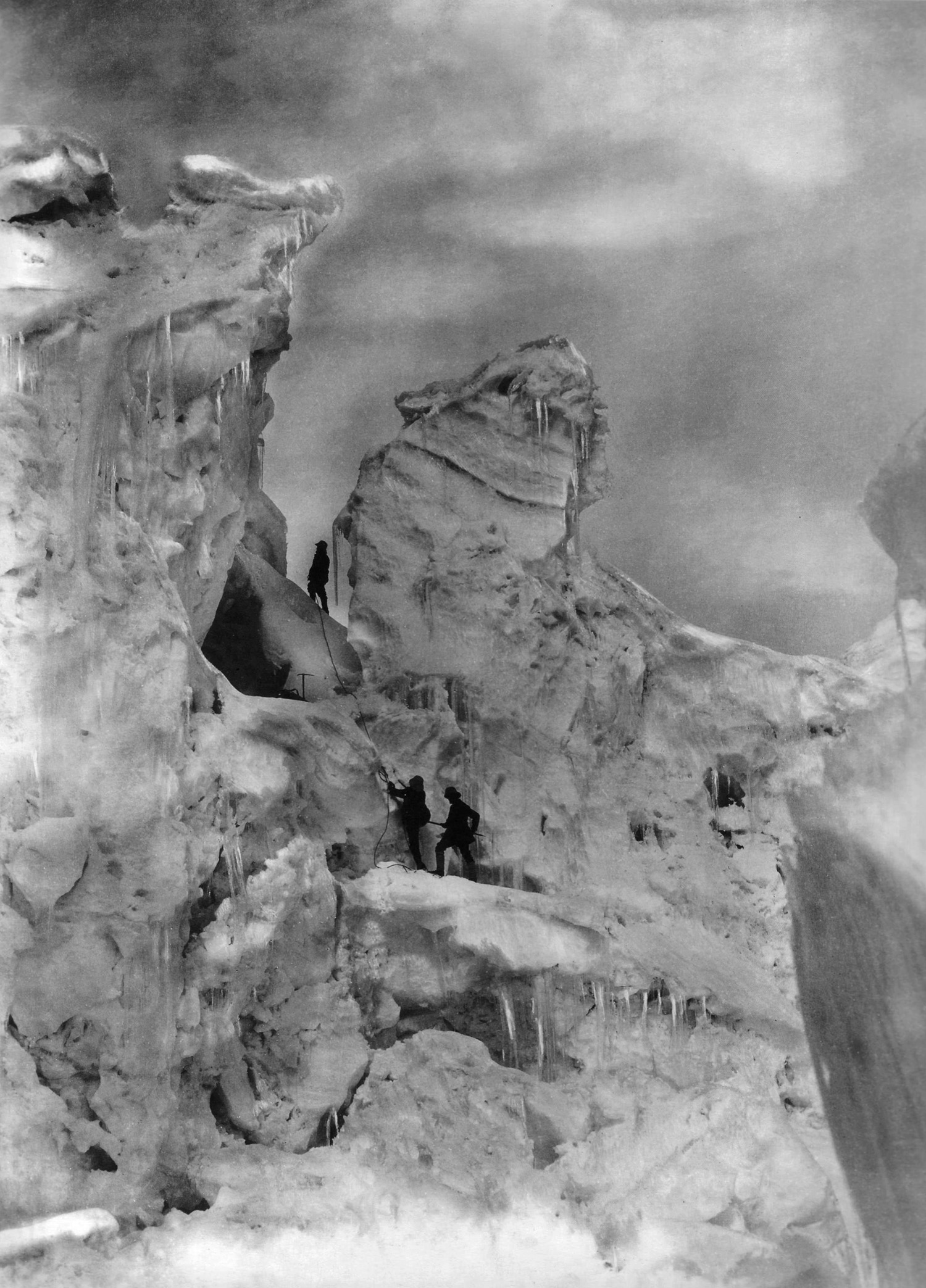
アブルッツィ公とガイドがチョゴリザのアイスフォールを登る

7,000メートルの壁が破られるにはあと数年を要した。1905年7月にトム・ロングスタッフとガイドのブロシュレル兄弟、6人の現地人ポーターは、グルラ・マンダータ（7,694メートル）に挑み、アコンカグアより高い7,000メートルから7,300メートルの地点まで到達した。
1907年にロングスタッフとブロシュレル兄弟はヒマラヤに戻り、6月12日にグルカ兵のカルビル・ブラトキと共にトリスル（7,120メートル）に登頂した。トリスルは疑惑なしで登頂された初めての7,000メートル峰となった。
数ヵ月後の1907年10月20日に、ノルウェーのカール・ルーベンソンとモンラード・アースは、7,338メートルのカブルー北峰の山頂から50メートル以内まで達した。グラハムたちが24年前に実際にカブルーに登頂していたと、ルーベンソンが後に信用したことは注目に値する。
疑いのない到達高度記録は、1909年にアブルッツィ公によって更新された。K2遠征に失敗した後、アブルッツィ公はチョゴリザ（7,665メートル）に転進し、山頂から150メートル下の7,500メートル地点まで到達した。しかし濃霧のためそれ以上は進めなかった。
疑いのない登頂記録は、1911年6月14日に8メートル更新された。スコットランドの化学者・探検家・登山家のアレクサンダー・ケラスとシェルパのソニーと「トゥニーの兄弟」は標高7,128メートルのパウフンリに登頂した。しかし20世紀末までこの山の標高は7,065メートルだと考えられており、当時は記録を打ち立てたと認識されていなかった。

## イギリスのエベレスト遠征

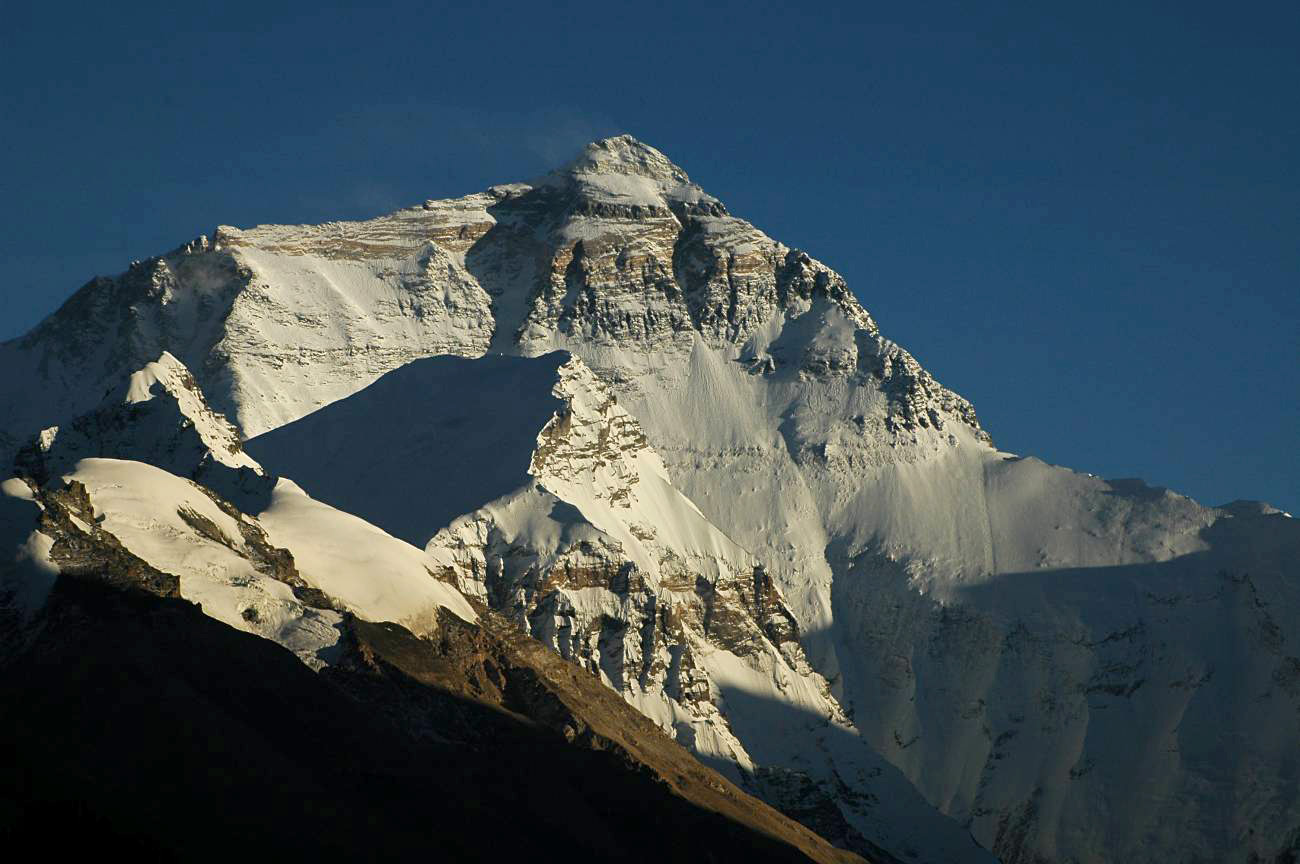
エベレスト北面。1920年代、30年代にイギリス隊が遠征した。

到達高度記録は、イギリスのエベレスト遠征まで破られることはなく、その後、エベレスト以外の山に記録を譲ることはなかった。1922年のエベレスト遠征ではジョージ・マロリー、ハワード・サマヴェル、エドワード・ノートンが5月20日に人類史上初めて8,000メートルを越え、無酸素で8,225メートルに達した。3日後にジョージ・フィンチとジェフリー・ブルースは酸素ボンベを使って8,326メートルまで到達したが、酸素ボンベの不調により引き返した。
1924年の遠征で最高到達記録は再び破られた。6月4日にノートンは動けなくなったサマヴェルを残し、一人で酸素ボンベを使わずに北壁をトラバースしてグレート・クーロワールの8,570メートルまで達した。数日後にマロリーとアンドリュー・アーヴィンが酸素ボンベを使って頂上へ向かったが、そのまま行方不明となった。どこまで登ったのかは謎のままである。ノートンの記録は28年間破られず、また無酸素という条件では54年間破られなかった。
イギリスはその後もエベレストに遠征隊を送り、1933年にはローレンス・ウェイジャー、パーシー・ウィン・ハリス、フランク・スマイスが無酸素でノートンと同じ高度まで到達したが、それを超えることは出来なかった。

## 戦間期

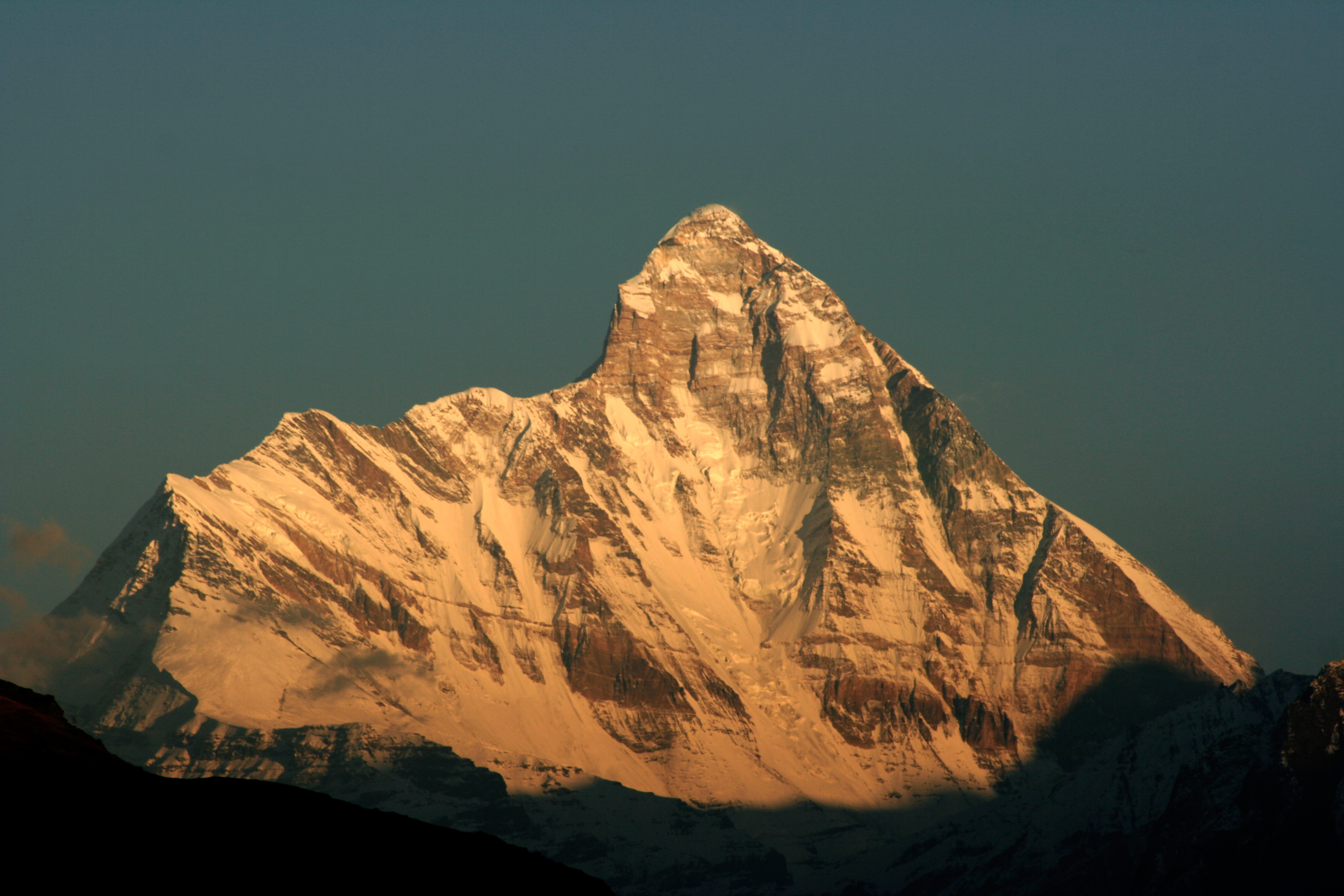
ナンダ・デヴィは第二次世界大戦前に登頂された最も高い山となった。

到達高度の記録は1950年代まで更新されなかったが、登頂高度の記録はこの時期に5回更新された。まず1928年9月15日に、ドイツのカール・ウィーン、オイゲン・オールウェインとオーストリアのエルヴィン・シュナイダーがソ連のレーニン峰（7,134メートル）に登頂した。これはそれまでより6メートルだけ高い。
次の前進は、1930年の国際隊によるカンチェンジュンガ遠征の副産物として生まれた。彼らはカンチェンジュンガには登頂できなかったが、近くのより低い山で成果を残した。エルヴィン・シュナイダーは、5月24日にキラトチュリの近くにある7,177メートルのネパール・ピークに登頂し、また6月3日にシュナイダーとヘルマン・ヘルリンは7,462メートルのジョンサン・ピークに登頂した。
翌年、登頂高度の記録は再び破られた。フランク・スマイス、エリック・シプトン、R.L.ホールズワース、レワ・シェルパは、1931年6月21日にカメット（7,756メートル）に登頂した。
登頂高度記録は第二次世界大戦前にもう一度更新された。1936年にビル・ティルマン、ノエル・オデールは、8月29日にナンダ・デヴィ（7,816メートル）の登頂に成功した。

## 1950年代とエベレスト登頂

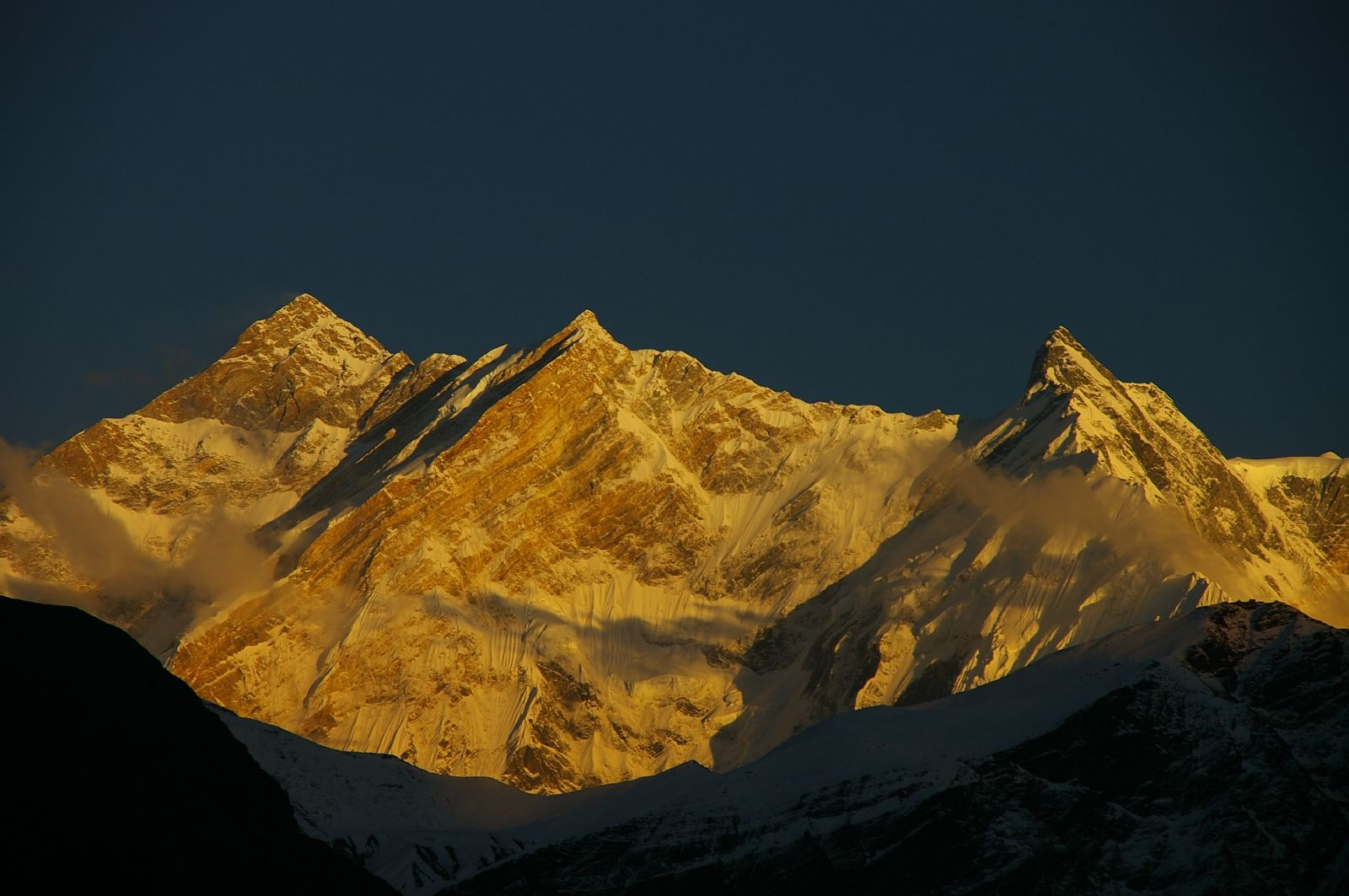
アンナプルナ。初めて登頂された8,000メートル峰。

第二次世界大戦の後、ヒマラヤの政治的状況は大きく変わった。中華人民共和国が成立しチベットを併合。一方で鎖国により閉ざされていたネパール王国が国境を開いた。これにより西側の登山家にとっては、エベレストに登る戦前のルートが閉ざされることになったが、エベレストの南側を含むネパールの山に初めてアクセスが可能になった。エベレストの前にさらなる登頂記録が更新された。フランスのモーリス・エルゾーグとルイ・ラシュナルは1950年6月3日にアンナプルナ（8,091メートル）に登頂し、初めて8,000メートルを越える山を制覇した。この登頂は、凍傷で2人の手足の指を30本切断するという犠牲を払うことになった。

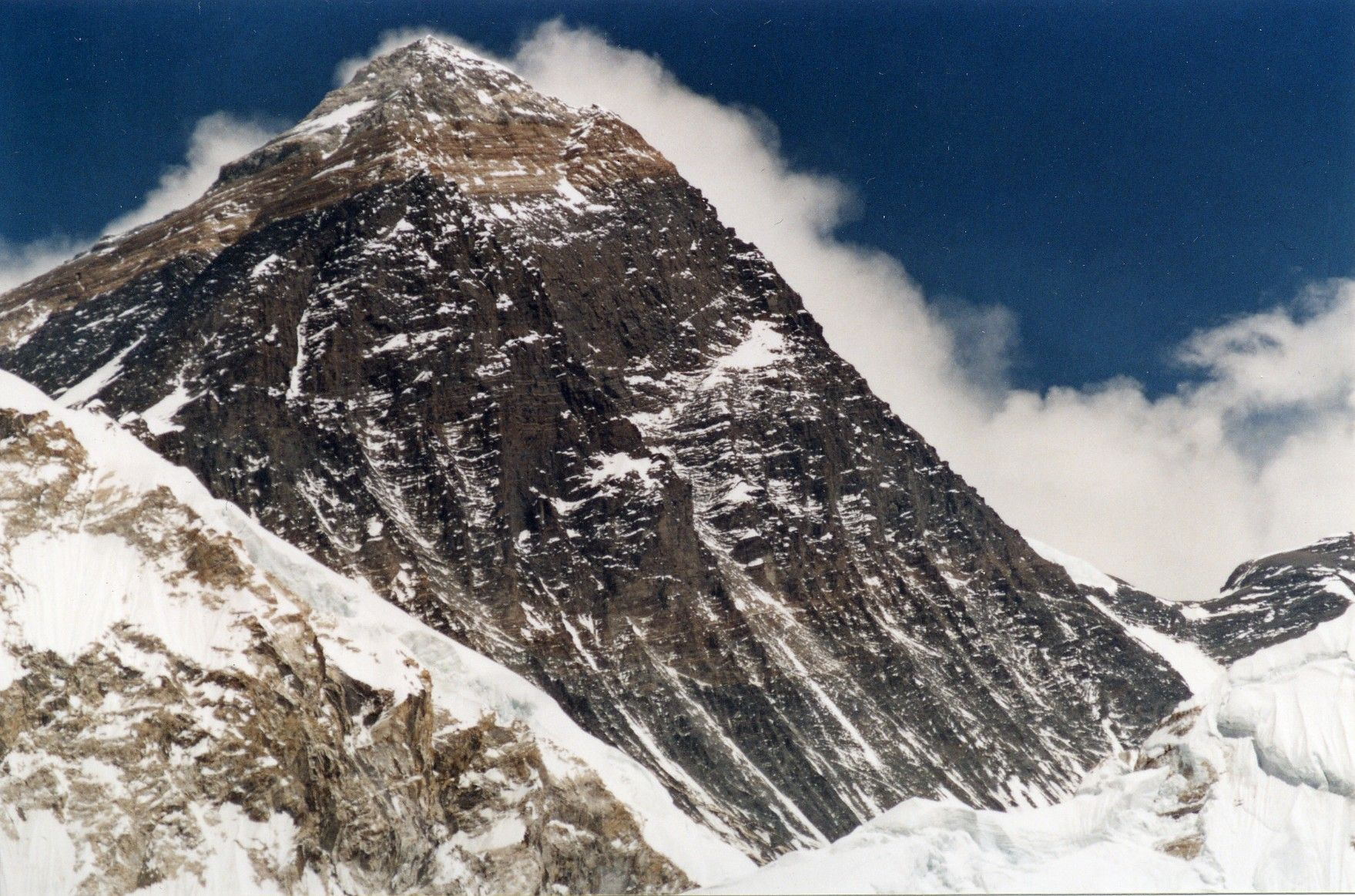
南から見たエベレストの上部。1950年代の遠征隊が登った南東稜は右の稜線。初登頂前の最後の高度記録である南峰は頂上の右下に見える。

初めて南側からエベレストに挑戦したのは1952年のスイス隊だった。レイモン・ランベールとシェルパのテンジン・ノルゲイは5月26日に約8,600メートルまで登り、これまでの到達高度を更新した。スイス隊はこの年の秋にも挑んだが、春のランベールとテンジンの高度を越えることはできなかった。
翌年1953年の登山許可はイギリスが取得した。5月26日にチャールズ・エヴァンスとトム・ボーディロンは8,750メートルの南峰まで到達。しかし酸素ボンベの不調により引き返した。5月29日、ついにエドモンド・ヒラリーとテンジン・ノルゲイが南峰を越え、エベレスト初登頂を果たした。

## 女性の高度記録

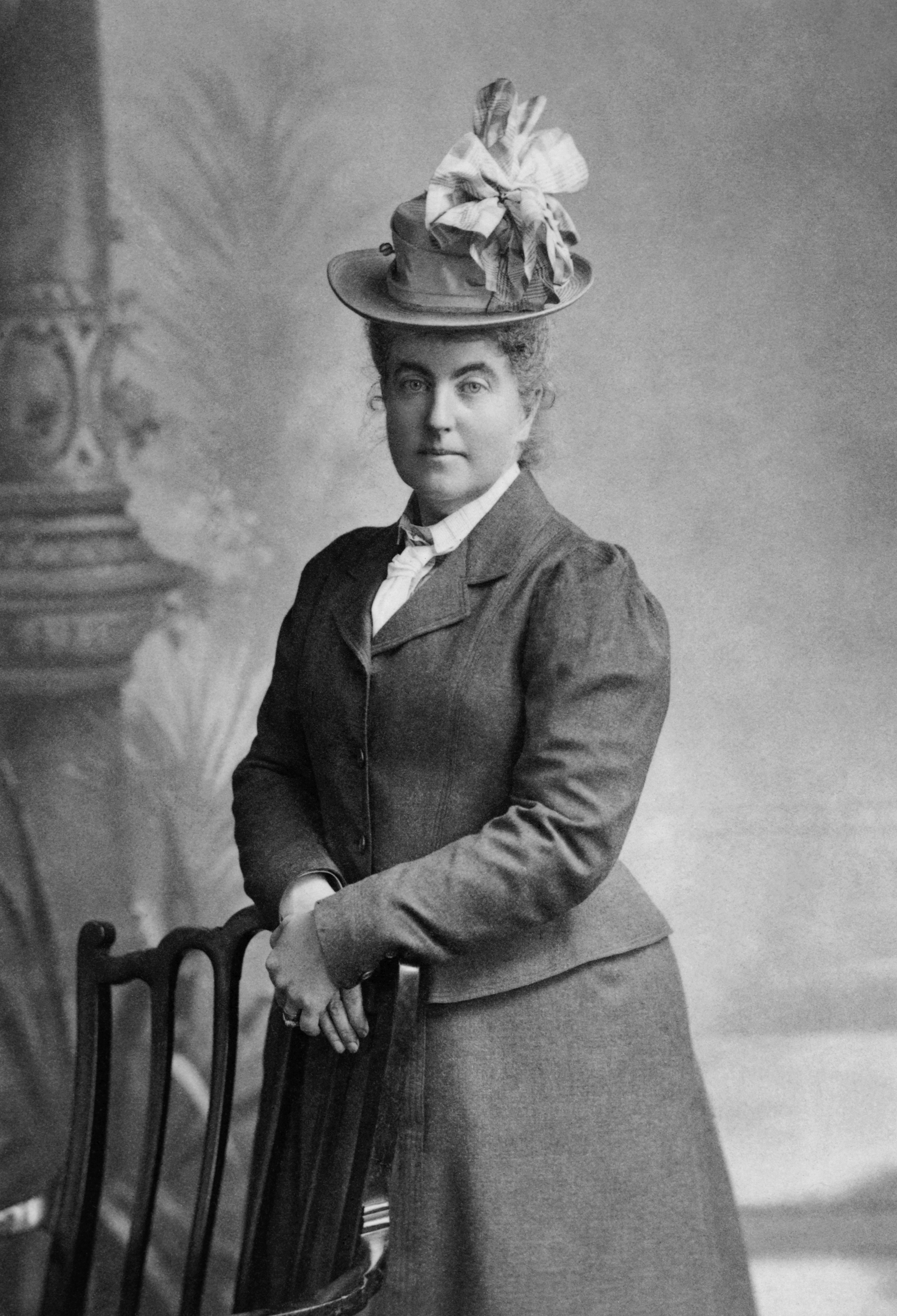
ファニー・ブロック・ワークマン

女性登山家は20世紀初頭には珍しく、女性の最高到達高度は男性よりも遅れをとった。1906年にファニー・ブロック・ワークマンは夫と共にヌン・クンの衛星峰ピナクル・ピーク（6,930メートル）に登頂した。この高度記録は28年間破られなかった。
ヘッティー・ディーレンフルトは1934年に夫のギュンターとシーア・カンリ西峰（7,315メートル）に登頂した。この登頂記録は40年間破られなかった。
1954年にクロード・コーガンはチョ・オユー（8,201メートル）の7,600メートル地点まで登った。
女性による初めての8,000メートル峰登頂は、1974年にマナスルで達成された。5月4日に中世古直子、内田昌子、森美枝子の3人がシェルパのジャンブーと共に登頂を果たした。
1年後の5月16日に、田部井淳子は女性初のエベレスト登頂を果たした。
女性が初登頂した山で最も高い山は、ガッシャーブルムIII峰（7,946メートル）である。1975年にワンダ・ルトキェヴィッチ、アリソン・チャドウィックが2人の男性と初登頂した。